# Битва за обоз
Битва за обоз — сражение между арабской армией Омейядского халифата и силами Тюргешского каганата в сентябре/октябре 737 года. Омейяды во главе с губернатором Хорасана Асадом ибн Абдаллахом аль-Касри вторглись в Хуттальское княжество в Трансоксиане, и местный правитель призвал тюргешей на помощь. Армия Омейядов отступила до прибытия тюргешей, сумев вовремя пересечь реку Окс. Сразу же после этого тюргеши напали на мусульманский обоз, который был отправлен вперед, и захватили его. Основная армия Омейядов пришла на помощь конвою обоза, который понес тяжелые потери. Провал кампании Омейядов означал полный крах арабского контроля в долине Верхнего Окса и открыл Хорасан для атак тюргешей.

## Предыстория
В 728 году при поддержке тюргешей вспыхнуло крупное трансоксианское восстание, которое привело к тому, что Омейядский халифат потерял большую часть региона, за исключением района вокруг Самарканда.
Мусульмане потерпели крупное поражение в битве на перевале Тахтакарача в 731 году, в результате которого они потеряли 20 000-30 000 человек, что означало крах арабской армии Хорасана и вызвало необходимость переброски новых войск из Ирака. За годы, прошедшие после битвы на перевале, Самарканд также был потерян, и согдийцы во главе с князем Гураком вновь обрели независимость, в то время как военная активность мусульман к северу от реки Окс была серьёзно ограничена: в источниках до 735 года упоминалось лишь о малой кампании по поддержанию лояльности княжеств Тохаристана в верховьях Окса. Кроме того, власти были озабочены восстанием аль-Хариса ибн Сурайджа, которое вспыхнуло в начале 734 года, быстро распространилось и получило поддержку значительной части коренного иранского населения. В какой-то момент повстанческая армия даже угрожала столице провинции Мерву. Прибытие опытного Асада ибн Абдаллаха аль-Касри, который уже служил в качестве губернатора Хорасана в 725—727 годах и который привел с собой 20 000 ветеранов и верных сирийских войск, позволило переломить ситуацию и подавить восстание Хариса, хотя самому повстанческому лидеру удалось бежать в Бадахшан. В течение 736 года Асад занимался административными вопросами в провинции, наиболее важным из которых было восстановление Балха. Тем временем Асад послал Джунейда аль-Кирмани против остатков последователей Хариса, которых ему удалось изгнать из опорных пунктов в Верхнем Тохаристане и Бадахшане.

## Битва
В 737 году Асад начал поход в княжество Хутталь, правители которого поддержали восстание Хариса. Первоначально Асаду сопутствовал успех, но регент хуттальцев Ибн аль-Саиджи призвал тюргешей на помощь. В то время как мусульманская армия рассеялась, занимаясь грабежами, тюргешский каган Сулук привел свою армию, предположительно 50 000 человек, из своей столицы Токмока в Хутталь за 17 дней. Ибн аль-Саиджи, который пытался стравить арабов и тюргешей, проинформировал Асада о тюргешской экспедиции лишь незадолго до её прибытия. У Асада было достаточно времени, чтобы отправить свой тяжелый обоз, нагруженный трофеями и пленниками из Хутталя, обратно на юг под командованием Ибрагима ибн Асима аль-Укайли в сопровождении контингента союзного княжества Чаганиан. Асад с основной мусульманской армией остался позади, но по прибытии войска тюргешей арабы устремились в стремительный марш к Оксу. Пересечение реки было сложным делом, поскольку Асад приказал каждому солдат переправляться, взяв с собой по овце, чтобы иметь провизию за рекой. В конце концов, от овец пришлось отказаться, так как преследующие арабов тюргеши атаковали арабский арьергард, состоявший из племенных контингентов азди и тамими, на северном берегу. Когда арьергард был отброшен, армия Асада в панике поспешила пересечь реку.
К югу от реки Асад, считая себя в безопасности, приказал своим людям разбить лагерь и отправил Ибрагиму приказ остановить обоз и также разбить лагерь. Тюргешский каган, посоветовавшись с местными правителями, последовал совету правителя Иштихана и повел свою армию пересекать реку. Столкнувшись с полномасштабной атакой тюргешей и конницы их союзников, арабы отступили в свой лагерь. Тюргеши атаковали лагерь, но были отброшены назад после боя, в котором, по словам ат-Табари, слуги арабских воинов надевали в качестве доспехов вьючные седла и использовали палаточные палки, чтобы нанести удар в лица всадникам. Ночью тюргеши отошли и двинулись на юг, чтобы обогнать арабский обоз. Ибрагим ибн Асим вырыл траншею вокруг лагеря, и его войскам удалось отбить первые атаки согдийских союзников кагана. Затем каган, поднявшись на холм и разведав расположение обоза, направил часть своих людей для нападения в тыл, сосредоточив удар на войсках из Чаганиана, в то время как остальная армия напала на мусульман спереди. Атака тюргешей почти уничтожила защитников: большая часть войск Чаганиана вместе с их князем Саган Худа пала в бою, а тюргеши захватили большую часть обоза. Только своевременное прибытие Асада вместе с основной арабской армией спасло остатки обозного конвоя от уничтожения. Согласно рассказу ат-Табари, на следующий день, 1 октября 737 года, тюргеши совершили ещё одно безуспешное нападение на лагерь Асада, а затем ушли.

## Последствия
В то время как арабская армия вернулась на свою базу в Балхе, тюргеши зазимовали в Тохаристане, где к ним присоединился Харис. Эта кампания была катастрофой для Асада и его теперь в основном сирийской армии. Мусульманский контроль к северу от Окса полностью рухнул, и, хотя арабскому губернатору удалось избежать полного уничтожения, он понес значительные потери. Потери, понесенные сирийцами под командованием Асада в ходе кампании 737 года в Хуттале, имели особенно серьёзное значение в долгосрочной перспективе, поскольку сирийская армия была опорой режима Омейядов. Её численное сокращение в Хорасане означало, что арабы, родившиеся в Хорасане, больше не могли полностью контролироваться этой силой. Это открыло путь для назначения арабского губернатора из племени хорасани Насра ибн Сайяра на смену Асаду и, в конечном итоге, к началу революции Аббасидов, свергнувшей режим Омейядов.
Поскольку арабы обычно не проводили кампаний зимой, Асад демобилизовал своих людей. По настоянию Хариса тюргешский каган решил начать зимнюю кампанию к югу от Окса, надеясь поднять восстание местного населения против арабов. В этом к нему присоединились не только Харис и его последователи, но и подавляющее большинство князей Согдианы и Тохаристана. Асад быстро мобилизовал свои силы и сумел настичь хагана с небольшой частью своей армии и разбить его при Харистане. Хотя и каган, и Харис избежали плена, битва при Харистане нанесла удар по престижу кагана, а убийство Сулука его соперниками вскоре после этого спасло мусульман от худшего.
При преемнике Асада, Насре ибн Сайяре, мусульманские армии вернули большую часть Трансоксианы, а после битвы на Таласе в 751 году мусульманское господство в регионе было возвращено.